# Legacy of Kain: Soul Reaver 1 & 2 Remastered
Legacy of Kain: Soul Reaver 1 & 2 Remastered est une compilation de jeux vidéo d'action-aventure développée et éditée par Aspyr. Elle contient des versions remastérisées de Legacy of Kain: Soul Reaver (1999) et Soul Reaver 2 (2001), de la franchise Legacy of Kain développée à l'origine par Crystal Dynamics. Elle est sortie le 10 décembre 2024 pour coïncider avec le 25e anniversaire de Soul Reaver et a reçu des critiques généralement positives de la part des critiques.

## Système de jeu
Soul Reaver 1 & 2 Remastered comprend les deuxième et troisième jeux de la série Legacy of Kain, qui suivent tous deux l'histoire de Raziel, un vampire qui est exécuté et ressuscité en tant que spectre pour se venger de son maître, Kain. La collection remastérisée comprend de nouvelles fonctionnalités telles que des graphismes haute définition, un système de contrôle moderne, des commandes de caméra améliorées, une carte, une boussole, un mode photo et un cycle jour/nuit qui avait été enlevé du Soul Reaver origina,,.

## Développement
Les premières références à la collection apparaissent au Comic-Con de San Diego en juillet 2024, avec un diorama composé de statues de Raziel et Kain respectivement, réalisées par Dark Horse Direct. La compilation est officiellement confirmée lors d'une présentation de PlayStation qui s'est tenue en septembre 2024,.
L'annonce et la sortie de Soul Reaver 1 & 2 Remastered coïncident avec le 25e anniversaire de Soul Reaver. Le jeu suit une philosophie de développement similaire à celle de Tomb Raider I–III Remastered d'Aspyr et s'appuie sur le code source et le moteur originaux du jeu, fournis à l'équipe par Crystal Dynamics,.
Les statues susmentionnées étaient disponibles en précommande en octobre 2024.

## Accueil
Soul Reaver 1 & 2 Remastered reçoit des critiques « généralement favorables » de la part des critiques, selon l'agrégation de critiques Metacritic,,.